# Widmerpool
Widmerpool – wieś w Anglii, w hrabstwie Nottinghamshire, w dystrykcie Rushcliffe. Leży 13 km na południowy wschód od miasta Nottingham i 163 km na północny zachód od Londynu. Miejscowość liczy 262 mieszkańców.